# Yenice (Gümüşhane)
Yenice ist ein kleines Dorf im zentralen Bezirk der Provinz Gümüşhane, einer türkischen Provinz im Nordosten Anatoliens. 
Die Provinz Gümüşhane mit Yenice grenzt im Westen an die Provinz Giresun, im Süden an die Provinz Erzincan, im Osten an die Provinz Bayburt und im Norden an die Provinz Trabzon.

## Geographie
Yenice liegt ca. 36 km südöstlich vom Zentrum von Gümüşhane und auf über 2000 Metern Höhe.

## Bevölkerung
2022 lebten in Yenice knapp 50 Menschen. 1985 waren es noch über 100 Einwohner. Bei der Volkszählung von 1876, bei der aber nur die männliche Bevölkerung einbezogen wurde, lebten in der Siedlung 23 Männer in 6 Haushalten.